# 乳姉妹 (小説)
『乳姉妹』（ちきょうだい）は、1903年（明治36年）に発表された菊池幽芳による日本の小説であり、同作を原作とし、1909年（明治42年）に吉沢商店が製作・配給したのを始めとして、1938年（昭和13年）に大都映画製作作品まで、全13回映画化された日本のサイレント映画群である。

## 略歴・概要
小説『月魄』の初出は、菊池幽芳の勤務先が発行する『大阪毎日新聞』、および『東京日日新聞』紙上で、1903年（明治36年）8月24日 - 12月26日に掲載された。翌1904年（明治37年）、春陽堂から単行本が、前篇・後篇の2巻に分巻して刊行されている
菊池本人の回想するところによれば、『己が罪』と同じく評判がよく、新派の劇団が競って演目に上げたとのことである。
『己が罪』の20回には及ばないが、13回映画化された。最後に映画化された1936年（昭和11年）、すでに時代はトーキーであったが、大都映画はこれをサイレントで製作・配給したため、13作すべてがサイレント映画となった。

## フィルモグラフィ
映画化の一覧。
| 題            | 監督         | 主演                 | 製作                             | 興行           | 年     |
| ------------- | ------------ | -------------------- | -------------------------------- | -------------- | ------ |
| 乳姉妹        | 撮影千葉吉蔵 | 中野信近             | 吉沢商店                         | 浅草・電気館   | 1909年 |
| 乳姉妹        | 不明         | 不明                 | M・パテー商会                    | 浅草・大勝館   | 1910年 |
| 新乳姉妹      | 不明         | 中野信近・藤川岩之助 | 吉沢商店                         | 浅草・電気館   | 1910年 |
| 乳姉妹        | 不明         | 吉沢専属俳優         | 吉沢商店                         | 浅草・オペラ館 | 1912年 |
| 乳姉妹        | 田中栄三     | 藤川三之助・五月操   | 日活向島撮影所                   | 浅草・オペラ館 | 1918年 |
| 乳姉妹        | 田中栄三     | 中山歌子・新井淳     | 日活向島撮影所                   | 浅草・三友館   | 1922年 |
| 乳姉妹        | 池田義臣     | 栗島すみ子・関根達発 | 松竹蒲田撮影所                   | 浅草・松竹館   | 1922年 |
| 幽芳集 乳姉妹 | 野村芳亭     | 岩田祐吉・五月信子   | 松竹下加茂撮影所                 | 浅草・大勝館   | 1923年 |
| 新乳姉妹      | 島津保次郎   | 若葉照子・筑波雪子   | 松竹蒲田撮影所                   | 浅草・電気館   | 1925年 |
| 乳姉妹        | 松本英一     | 不明                 | 帝国キネマ芦屋撮影所             | 不明           | 1927年 |
| 乳姉妹        | 阪田重則     | マキノ智子・松浦築枝 | マキノ・プロダクション御室撮影所 | 浅草・千代田館 | 1929年 |
| 乳姉妹        | 野村芳亭     | 岡田嘉子・川崎弘子   | 松竹蒲田撮影所                   | 浅草・帝国館   | 1932年 |
| 乳姉妹        | 吉村操       | 琴糸路・佐久間妙子   | 大都映画                         | 河合キネマ     | 1936年 |

## 1918年版
『乳姉妹』（ちきょうだい）は、1918年（大正7年）製作・公開、田中栄三監督による日本のサイレント映画、女性映画である。

### スタッフ・作品データ
- 監督 : 田中栄三
- 脚本 : 岩崎春禾
- 原作 : 菊池幽芳
- 撮影 : 藤原幸三郎
- 製作 : 日活向島撮影所
- 上映時間（巻数） : 6巻
- フォーマット : 白黒映画 - スタンダードサイズ（1.33:1） - サイレント映画
- 初回興行 : 浅草・オペラ館

### キャスト
- 藤川三之助
- 五月操
- 衣笠貞之助
- 東猛夫
- 藤野秀夫
- 横山運平
- 大村正雄
- 山本嘉一

## 1922年 日活版
『乳姉妹』（ちきょうだい）は、1922年（大正11年）製作・公開、田中栄三監督による日本のサイレント映画、女性映画である。田中栄三にとって2度目の映画化であるが、女性役を女形で撮った前作とは違い、本作には、女優を起用している。

### スタッフ・作品データ・キャスト
- 監督 : 田中栄三
- 原作 : 菊池幽芳
- 出演 : 中山歌子、新井淳
- 製作 : 日活向島撮影所
- 上映時間（巻数） : 不明
- フォーマット : 白黒映画 - スタンダードサイズ（1.33:1） - サイレント映画
- 初回興行 : 浅草・三友館

## 1922年 松竹版
『乳姉妹』（ちきょうだい）は、1922年（大正11年）製作・公開、池田義臣監督による日本のサイレント映画、女性映画である。

### スタッフ・作品データ
- 監督 : 池田義臣
- 脚本 : 伊藤大輔
- 原作 : 菊池幽芳
- 撮影 : 桑原昴
- 製作 : 松竹蒲田撮影所
- 上映時間（巻数） : 10巻
- フォーマット : 白黒映画 - スタンダードサイズ（1.33:1） - サイレント映画
- 初回興行 : 浅草・松竹館

### キャスト
- 栗島すみ子
- 関根達発
- 五月信子
- 岩田祐吉
- 花川環
- 野寺正一
- 五味国男

## 1923年版
『幽芳集 乳姉妹』（ゆうほうしゅう ちきょうだい）は、1923年（大正12年）製作・公開、野村芳亭監督による日本のサイレント映画、女性映画である。オムニバス映画『幽芳集』の1篇として製作され、野村監督の『幽芳集 己が罪』および池田義信監督の『幽芳集 月魄』とともに3本立てで公開された。

### スタッフ・作品データ
- 監督 : 野村芳亭
- 脚本 : 小田喬
- 原作 : 菊池幽芳
- 撮影 : 水谷文次郎
- 製作 : 松竹下加茂撮影所
- 上映時間（巻数） : 不明（短篇）
- フォーマット : 白黒映画 - スタンダードサイズ（1.33:1） - サイレント映画
- 初回興行 : 浅草・大勝館
- オムニバス映画『幽芳集』の1篇

### キャスト
- 岩田祐吉
- 五月信子
- 梅村蓉子
- 勝見庸太郎

## 1925年版
『新乳姉妹』（しんちきょうだい）は、1925年（大正14年）製作・公開、島津保次郎監督による日本のサイレント映画、女性映画である。

### スタッフ・作品データ
- 監督 : 島津保次郎
- 脚本 : 野田高梧
- 原作 : 菊池幽芳
- 撮影 : 桑原昴
- 製作 : 松竹蒲田撮影所
- 上映時間（巻数） : 5巻
- フォーマット : 白黒映画 - スタンダードサイズ（1.33:1） - サイレント映画
- 初回興行 : 浅草・電気館

### キャスト
- 児玉英一
- 若葉照子
- 筑波雪子
- 小林十九二

## 1929年版
『乳姉妹』（ちきょうだい）は、1929年（昭和4年）製作・公開、阪田重則監督による日本のサイレント映画、女性映画である。

### スタッフ・作品データ
- 監督 : 阪田重則
- 脚本 : 都村健
- 原作 : 菊池幽芳
- 撮影 : 大森伊八
- 製作 : マキノ・プロダクション御室撮影所
- 上映時間（巻数） : 10巻
- フォーマット : 白黒映画 - スタンダードサイズ（1.33:1） - サイレント映画
- 初回興行 : 浅草・千代田館

### キャスト
- マキノ智子
- 松浦築枝
- 谷崎十郎

## 1932年版
『乳姉妹』（ちきょうだい）は、1932年（昭和7年）製作・公開、野村芳亭監督による日本のサイレント映画、女性映画である。

### スタッフ・作品データ
- 監督 : 野村芳亭
- 脚本 : 川村花菱、久米芳太郎
- 原作 : 菊池幽芳
- 撮影 : 長井信一
- 製作 : 松竹蒲田撮影所
- 上映時間（巻数） : 15巻
- フォーマット : 白黒映画 - スタンダードサイズ（1.33:1） - サイレント映画
- 初回興行 : 浅草・帝国館 / 新富町・新富座 / 麻布・松竹館 / 新宿・新宿松竹館

### キャスト
- 岡田嘉子
- 川崎弘子
- 岡譲二
- 山内光
- 若水絹子
- 岩田祐吉
- 吉川満子

## 1936年版
『乳姉妹』（ちきょうだい）は、1936年（昭和11年）製作・公開、吉村操監督による日本のサイレント映画、女性映画である。

### スタッフ・作品データ
- 監督 : 吉村操
- 脚本 : 高須二三男
- 原作 : 菊池幽芳
- 撮影 : 松井鴻
- 製作 : 大都映画
- 上映時間（巻数 / メートル） : 10巻 / 1,973メートル
- フォーマット : 白黒映画 - スタンダードサイズ（1.33:1） - サイレント映画
- 初回興行 : 浅草・河合キネマ

### キャスト
- 琴糸路
- 佐久間妙子
- 橘喜久子
- 水島道太郎
- 藤間林太郎

## ビブリオグラフィ
国立国会図書館蔵書。
- 『乳姉妹』、菊池幽芳、春陽堂、1904年1月。
- 『幽芳全集 第2巻』、菊池幽芳、国民図書、1925年。
- 『明治文学全集 93』、筑摩書房、1969年。
- 『菊池幽芳全集 第2卷』、菊池幽芳、日本図書センター、1997年5月 ISBN 4820581813。

## 註
1. ↑  菊池幽芳、日本映画データベース、2009年11月27日閲覧。
2. 1 2  OPAC NDL 検索結果、国立国会図書館、2009年11月26日閲覧。
3. ↑  「私の自叙伝」、『菊池幽芳全集』、菊池幽芳、日本図書センター、1997年5月 ISBN 4820581791, 所収。
4. ↑  乳姉妹、日本映画データベース、2009年11月27日閲覧。